# Сеспедес, Боливар
Боли́вар Се́спедес (исп. Bolívar Céspedes; 15 декабря 1883, Мело — 9 июня 1905) — уругвайский футболист. Играл на позиции нападающего. Прославился игрой за «Насьональ» и сборную Уругвая.

## Биография
Начинал играть в футбол в конце 1890-х годов в Монтевидео, куда со всей семьёй переехал из Мело. Первым клубом Боливара стал местный «Альбион», состав которого также пополнили его братья — Карлос и Амилькар. В дальнейшем братья Сеспедесы продолжали выступать вместе. В 1900 году они перешли в «Насьональ» и стали в его составе 2-кратными чемпионами Уругвая, а Боливар обрёл славу одного из лучших нападающих страны. Выступали братья и за национальную сборную. В начале 1905 года Боливар покинул футбол, а в июне — скончался от оспы.

## Достижения
Насьональ
- Чемпион Уругвая: (2) 1902, 1903
- Обладатель Копа Компетенсия: 1903